# The Hives
The Hives est un groupe suédois de garage punk, originaire de Fagersta. Formé en 1993, il s'agit d'un groupe reconnu pour ses prestations scéniques et ses hymnes garages des années 1960. Ils font référence au premier groupe punk The Sonics et surtout au mythique groupe de garage rock américain The Fleshtones.
Le chanteur, Pelle Almqvist, est comparé par certains à Mick Jagger. On pourra remarquer une certaine ressemblance physique, cultivée par Almqvist qui reprend des attitudes de Jagger. The Hives sont également remarqués pour leurs fameux complets noir et blanc, partie de leur image de groupe sorti des années 1960 (noter de même les surnoms de certains membres du groupe), et leur humour si particulier (sur les livrets de leurs disques, sur leur site, etc.).

## Historique

### Débuts (1989–1999)
Le groupe dit s'être formé en 1993 sous la houlette de Randy Fitzsimmons. Celui-ci leur a suggéré de former un groupe garage rock. Il est prétendument décrit comme l'auteur des textes du groupe. En 1995, ils sont signés par Peter Almqvist chez Sidekick Records, une division du label skate/punk suédois Burning Heart Records. L'année suivante ils lancèrent leur tout premier EP Oh Lord! When? How?. Almqvist décide alors de promouvoir directement le groupe au label Burning Heart Records lui-même.
L'année 1997 vit la publication du premier album des Hives, Barely Legal (d'un ancien nom de scène de Vigilante), et le groupe se mit à tourner. L'année suivante ils sortent leur second EP, a.k.a I-D-I-O-T. Le groupe se classe à cette époque dans la catégorie du « punk rock'n roll » dans la lignée de groupes tels que les Américains New Bomb Turks. La chanson a.k.a I-D-I-O-T, tout comme le clip, ont d'ailleurs très sûrement été inspiré du tube Hammerless Nail des New Bomb Turks sorti en 1996 sur Epitaph Records.

### Veni Vidi ViciousetYour New Favourite Band(2000–2002)

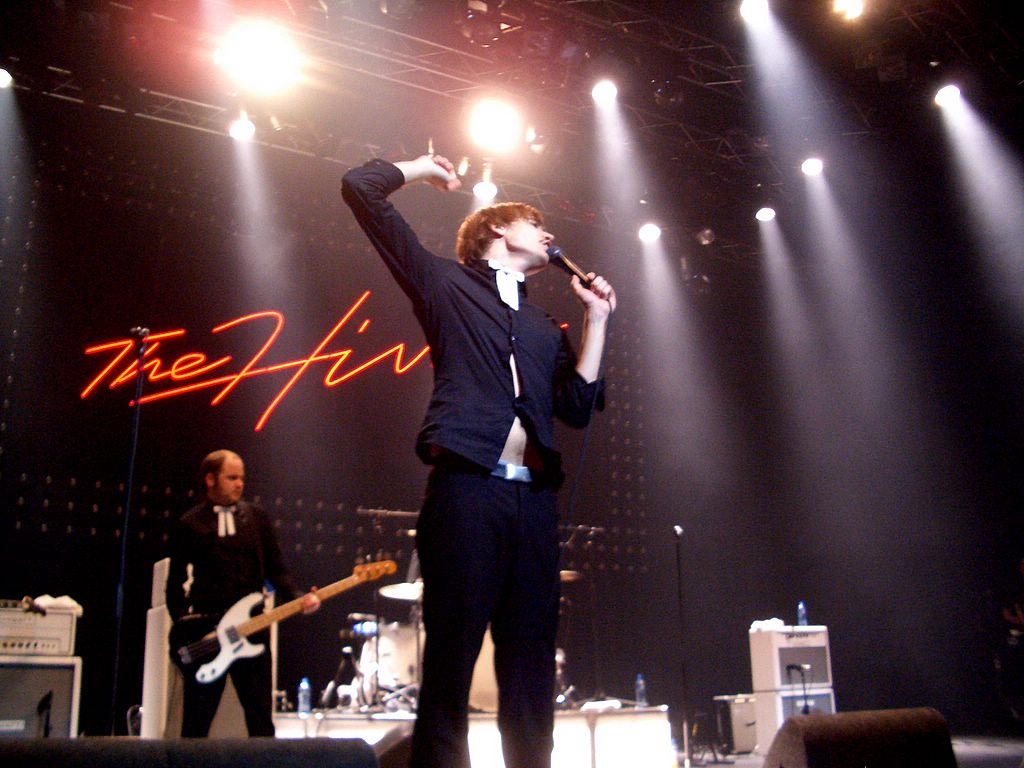
The Hives à leurs débuts.

Après une pause de deux ans, les Hives reviennent avec un nouvel album intitulé Veni Vedi Vicious, qui voit le groupe migrer de la mouvance raw-punk à des sonorités se rapprochant désormais du garage rock. Les membres du groupe eux-mêmes ont qualifié cet album d'un « gant de velours aux articulations de laiton, à la fois brutal et sophistiqué ». L'album comprend les singles Hate to Say I Told You So, Main Offender, Die, All Right!, et Supply and Demand. The Hives - Introduce the Metric System in Time est un inclus dans le sampler punk rock Punk-O-Rama Volume 5 publié par Epitaph Records.
À la vue du vidéoclip de Hate to Say I Told You So à la télévision allemande, Alan McGee (Oasis, Creation Records) décide de signer le groupe sous son tout nouveau label du nom de Poptones. C'est sous ce label que sort en 2001 une compilation « best of » au nom pour le moins provocateur : Your New Favorite Band (« Votre nouveau groupe favori »), laquelle se montra relativement efficace en atteignant la septième place des charts anglais (albums). À la suite du succès de l'album, le groupe ressortit les single Hate to Say I Told You So et Main Offender qui atteignirent respectivement les 23e et 24e place des charts anglais (singles). Le groupe ressort également Veni Vedi Vicious aux États-Unis.

### Tyrannosaurus Hives(2003–2006)

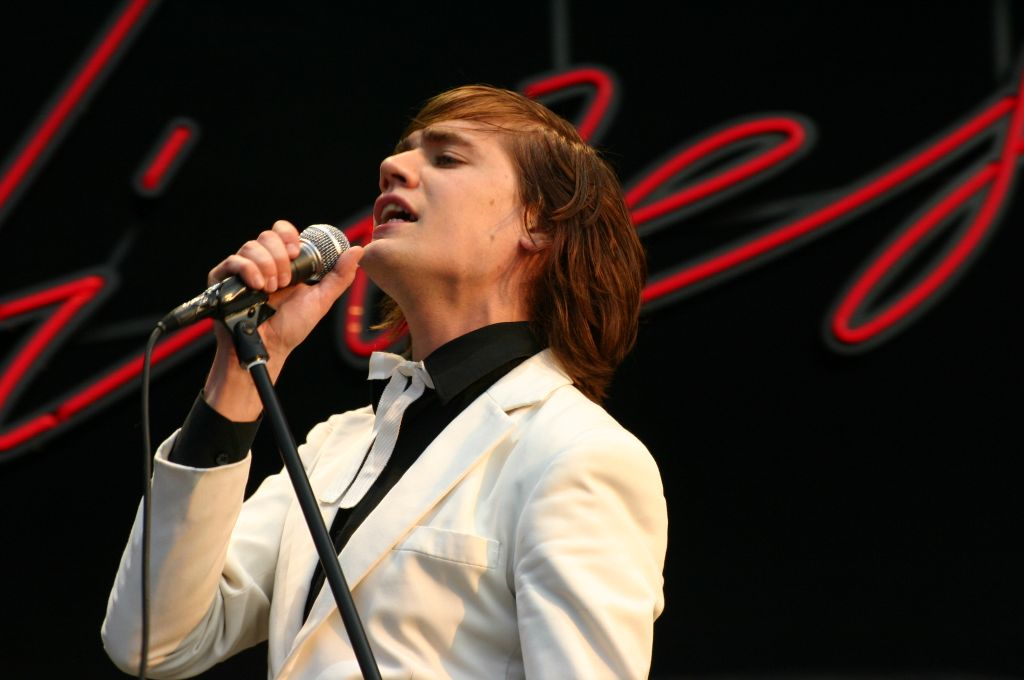
Pelle Almqvist, de The Hives, au Southside Festival en 2004.

Après d'intensives tournées dans le monde, le groupe revint à Fagersta (province suédoise) pour enregistrer leur troisième album. Le résultat fut la sortie en 2004 de Tyrannosaurus Hives, leur premier vrai album depuis quatre années. L'album inclut notamment les tubes Walk Idiot Walk qui débuta directement treizième des charts anglais (singles), Two-Timing Touch And Broken Bones (lui aussi dans le Top-50) et A Little More for Little You.
Forts de leur succès planétaire indiscutable, les Hives apparurent à plusieurs reprises aux côtés d'autres stars, notamment le célèbre producteur hip-hop Timbaland dans un featuring du nom de Throw it on Me avec les WWE Diva. Le groupe a également annoncé qu'ils tourneraient aux États-Unis aux côtés de Maroon 5, en septembre 2007.

### The Black and White Album(2007–2011)
Dès août 2006, le site web officiel des Hives annonce l'arrivée d'une « diffusion d'urgence ». Le site web révèle que le prochain album du groupe, The Black and White Album, sortirait le 15 octobre 2007 au Royaume-Uni, tandis que le premier single, Tick Tick Boom, sortirait lui le 14 août aux États-Unis et le 8 octobre au Royaume-Uni. L'album marque une nouvelle étape dans la musique du groupe. Allant désormais complètement puiser dans la recherche musicale extrême, le groupe conserve son énergie.
Le groupe participe au tournage d'une publicité pour la marque Nike, en jouant le titre de leur nouveau single Tick Tick Boom qui est aussi le générique des WWE Survivor Series 2007, un tournoi de catch américain. The Hives joue au NHL All-Star Game 2008 à Atlanta, en Géorgie, chantant Tick Tick Boom pendant la présentation des joueurs.
Le groupe annonce en mars 2010 sur son site web officiel son retour en studio d'enregistrement. Le 2 juillet 2010, le groupe publie un EP intitulé Tarred and Feathered, qui reprend Civilization's Dying de Zero Boys, Nasty Secretary de Joy Rider et Avis Davis, et Early Morning Wake Up Call de Flash and the Pan,. Nasty Secretary est aussi inclus dans la bande-son de la version américaine du jeu vidéo Gran Turismo 5. Le premier single, Tick Tick Boom, est nommé pour la bande-son du jeu vidéo Lego: Rock Band.

### Lex Hives(2012 - 2023)

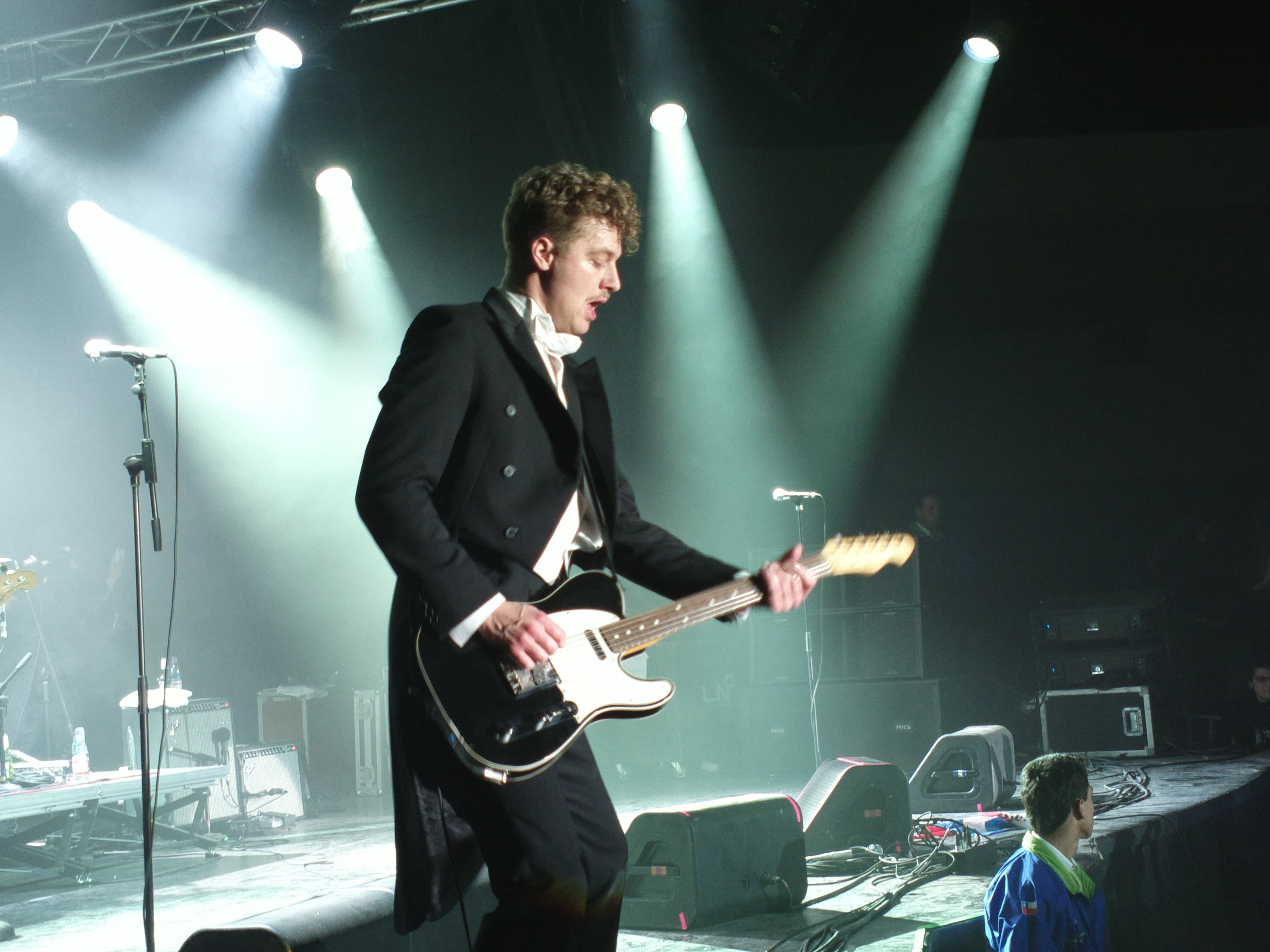
Nicholaus Arson à Santiago, au Chili, en 2013.

Le 12 mars 2012, le groupe annonce son cinquième album, Lex Hives. L'album est publié sur leur propre label, Disque Hives, le 1er juin en Suède, le 4 juin au Royaume-Uni, et le 5 juin en Amérique du Nord,.
Le premier single de l'album, Go Right Ahead, est diffusé pour le streaming. Cinq bandes-annonces de chaque morceau sont diffusées sur YouTube.
Leur premier concert annoncé en France se tient le 27 mai 2012 à Clermont-Ferrand, dans le cadre du festival Europavox. Prévu pour sortir le 5 juin 2012, leur nouvel album Lex Hives fuite sur les réseaux P2P dès la fin du mois de mai. Le morceau 1000 Answers est inclus dans la bande-son du jeu vidéo FIFA 12.
Le 13 février 2015, le groupe sort le single Blood Red Moon.

### The Death of Randy Fitzsimmons(2023-2025)
Le 3 mai, les personnes ayant souscrit à la lettre d'information du groupe sont prévenues de l'ouverture à la précommande du nouvel opus intitulé The Death of Randy Fitzsimmons. La date officielle de sortie est indiquée au 11 août 2023.

### The Hives Forever Forever The Hives(Depuis 2025)
Depuis le 1er avril 2025, le nouvel album des Hives est en précommande sur leur site.

## Membres

### Membres actuels
- Howlin' Pelle Almqvist (Per Almqvist) - chant
- Chris Dangerous (Christian Grahn) - batterie
- Nicholaus Arson (Niklas Almqvist) - guitare électrique
- Vigilante Carlstroem (Mikael Karlsson) - guitare électrique
- The Johan and Only (Johan Gustafsson) - basse (depuis 2014)

### Ancien membre
- Dr Matt Destruction (Mattias Bernvall) - basse (1993-2014)

## Discographie

### EP
- 1994 : Sounds like sushi (Burning Heart)
- 1996 : Oh Lord! When? How? (Burning Heart Records)
- 1998 : A.k.a. I-D-I-O-T (Burning Heart Records)
- 2010 : Tarred And Feathered (No Fun AB)

### Singles
- 2000 : Hate to Say I Told You So (Burning Heart Records)
- 2000 : Main Offender (Burning Heart Records)
- 2004 : Walk Idiot Walk (Interscope)
- 2004 : Two-Timing Touch and Broken Bones (Interscope)
- 2007 : Throw It On Me (ft. Timbaland) (Interscope)[12]
- 2007 : Tick Tick Boom[13]
- 2012 : Go Right Ahead (Disques Hives)
- 2019 : I’m Alive

### DVD
- 2005 : Tussles in Brussels (Universal) (live à l'Ancienne Belgique)